# Мириоцин
Мириоцин, или термозимоцидин, (англ. myriocin, thermozymocidin) — органическое вещество естественного происхождения, атипичная аминокислота, антибиотик (известен также под названием ISP-1). Мириоцин синтезируется определёнными термофильными грибками и был выделен, в частности, из Mycelia sterilia и Isaria sinclairii. На основе мириоцина был разработан финголимод, лекарственное средство, применяющееся для лечения рассеянного склероза.

## Биологическая активность
Мириоцин является сильным ингибитором серинпальмитоилтрасферазы, фермента, обеспечивающего первый этап синтеза сфингозина. Благодаря этому свойству мириоцин применяется в биохимических исследованиях для истощения сфинголипидов в клетках.
Мириоцин обладает иммуносупрессорной активностью, которая в 10-100 раз выше, чем у циклоспорина. Ингибирует пролиферацию интерлейкин-2-зависимых цитотоксических T-клеток.